# Найкращий режисер (премія Гоя)
Детальніші відомості з цієї теми ви можете знайти в статті Премія Гоя.

## Лауреати
- 1986 — Фернандо Фернан Гомес (за «Подорож в нікуди»)
- 1987 — Хосе Луїс Гарсі (за «Іспит складений»)
- 1988 — Гонсало Суарес (за «Веслувати по вітру»)
- 1989 — Фернандо Труеба (за «Мрія божевільної мавпи»)
- 1990 — Карлос Саура (за «Ай, Кармела!»)
- 1991 — Вісенте Аранда (за «Коханці»)
- 1992 — Фернандо Труеба (за «Ера краси»)
- 1993 — Луїс Гарсія Берланґа (за «Всіх в тюрму»)
- 1994 — Іманол Урібе (за «Лічені дні»)
- 1995 — Алекс де ла Іглесіа (за «День звіра»)
- 1996 — Пілар Міро (за «Пес садівника»)
- 1997 — Рікардо Франко (за «Щаслива зірка»)
- 1998 — Фернандо Леон де Араноа (за «Квартал»)
- 1999 — Педро Альмодовар (за «Все про мою матір»)
- 2000 — Хосе Луїс Борау (за «Лео»)
- 2001 — Алехандро Аменабар (за «Інші»)
- 2002 — Фернандо Леон де Араноа (за «В понеділок під сонцем»)
- 2003 — Ісіар Больяін (за «Віддам тобі свої очі»)
- 2004 — Алехандро Аменабар (за «Море всередині»)
- 2005 — Ісабель Койшет (за «Таємне життя слів»)
- 2006 — Педро Альмодовар (за «Повернення»)
- 2007 — Хайме Роселес (за «Самотність»)
- 2008 — Хав'єр Фессер (за «Каміно»)
- 2009 — Даніель Монсон (за «Камеру 211»)
- 2010 — Агусті Вільяронга (за «Чорний хліб»)
- 2011 — Енріке Урбісу (за «Не буде миру нечестивим»)
- 2012 — Хуан Антоніо Байона (за «Неможливе»)
- 2013 — Давид Труеба (за «Легко жити з заплющеними очима»)
- 2014 — Альберто Родрігес Лібреро (за «Мініатюрний острів‎»)
- 2015 — Сеск Гай (за «Трумен‎‎»)
- 2016 — Хуан Антоніо Байона (за «Голос монстра»)